# Diecezja Guanhães

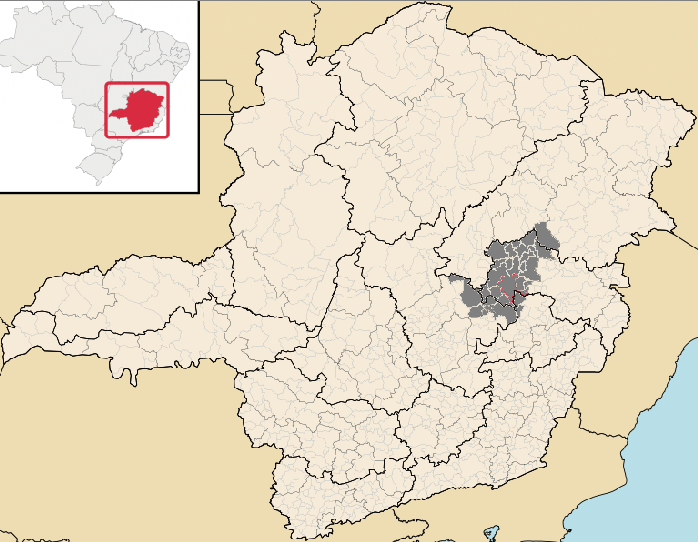
Diecezja Guanhães.

File:Regional CNBB Leste 2.png

Diecezja Guanhães (łac. Dioecesis Guanhanensis) – diecezja Kościoła rzymskokatolickiego w Brazylii. Należy do metropolii Diamantina, wchodzi w skład regionu kościelnego Leste II. Została erygowana przez papieża Jana Pawła II bullą Recte quidem w dniu 24 maja 1985.